# Гьялцен Норбу
Чоки Гьялпо, также называемый его светским именем Гьялцен Норбу (родился 13 февраля 1990 г.), правительство Китайской Народной Республики считает его 11-м Панчен-ламой. Он также является вице-президентом Буддийской ассоциации Китая. Некоторые рассматривают Гьялпо Норбу как доверенное лицо правительства Китая.

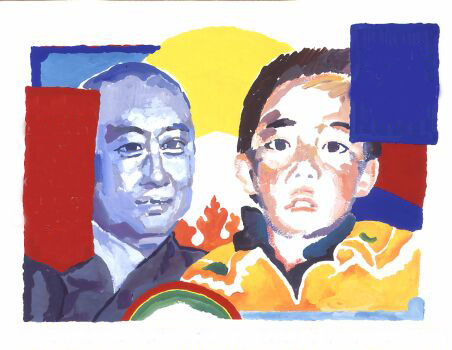
Чокьи Гьялцен (слева) и Гедун Чокьи Ньима (справа), гуашь художника Клод-Макс Лочу.

Положение Гьялпо как Панчен-ламы оспаривается более ранним признанием 14-м Далай-ламой Гедуна Чокьи Ньима. Гедун Чокьи Ньима, его семья и Чадрел Ринпоче, тогдашний настоятель  монастыря Ташилунпо, были похищены и/или арестованы, а затем после официального признания Далай-ламой Гедуна Чокьи Ньима удерживались китайским правительством в каких-то неизвестных местах. Центральная администрация тибетского правительства в изгнании не признает выбор китайского правительства. Лишь некоторые монахи из контролируемых Китаем тибетских монастырей называют его Панчен-ламой.

## Биография
Гьялцен Норбу родился 13 февраля 1990 года в уезде Лхари на севере Тибетского автономного района. В раннем детстве он жил в Пекине, где получил китайское образование, затем был отправлен в монастырь Ташилунпо  в Шигадзе (официальную резиденцию Панчен-лам) для возведения на престол в ноябре/декабре 1995 года. С тех пор, как китайское правительство избрало его в качестве перевоплощения Панчен-ламы, он изучал Тибетский буддизм,  в возрасте 10 лет к занятиям добавились тибетский язык, сутры и логика. Он двуязычный, и говорит  как на тибетском, так и на китайском. Большую часть своего позднего детства он провел в Пекине, изучая буддизм. В одно из редких появлений на публике в подростковом возрасте Норбу произнёс речь на тибетском языке на церемонии открытия Всемирного буддийского форума 2006 года о буддизме и национальном единстве. Сообщается, что делегаты встретили его холодно, а другие буддисты даже не пытались поприветствовать Гьялцена Норбу во время церемоний приветствия перед конференцией в среду. Тензин Гьяцо, Далай-лама XIV не был приглашен, потому что Китай рассматривает его как «давнего упорного сепаратиста, который пытался расколоть свою китайскую родину и разрушить единство между различными этническими группами».
Два года спустя, в 2008 году, он осудил антиханьские беспорядки в Лхасе, заявив: «Мы решительно выступаем против любых действий, направленных на раскол страны и подрыв этнического единства». Китай продвигает его как «публичное лицо тибетского буддизма».
3 февраля 2010 года Норбу был избран вице-президентом Буддийской ассоциации Китая.  Позже в том же месяце, в 20 лет, Норбу стал самым молодым членом консультативного органа Национального комитета Народного политического консультативного совета Китая (НПКСК). Вице-председатель Тибетского автономного района Хао Пэн похвалил его назначение, в частности за то, что Норбу «продемонстрировал роль живых Будд в тибетском буддизме и побудил больше верующих участвовать в государственных делах». Однако он не был назначен вице-председателем НПКСК, как Чокьи Гьялцен, 10-й Панчен-лама, хотя это назначение многие предсказывали для  Норбу. Тем не менее, тибетское правительство в изгнании выразило обеспокоенность в том, что его назначение может отрицательно повлиять на его позицию в отношении следующего Далай-ламы, выбор которого обычно требует одобрения Панчен-ламы.
В мае 2010 года о нем сообщили, провел молитвенные службы по жертвам, погибшим в результате землетрясения в Юшу 2010 году, на территориях населённых тибетцами. В июне он выступал с речами в Тибетском университете и Тибетском университете традиционной тибетской медицины в Лхасе, пропагандируя ценность образования. В ответ на сель в Ганьсу в 2010 году, в результате которого пострадал уезд Джугчу, треть которого населена тибетцами, он пожертвовал 50 000 юаней на оказание помощи и молился за пострадавших. Он посещает монастырь Ташилунпо, традиционную резиденцию Панчен-лам, хотя и не живет там. В 2010 году газета Asia Times описывала его как «худощавого мужчину в толстых очках и традиционных малиновых одеждах».